# Laurie Rinker
Laurie Anne Rinker (Stuart, 28 september 1962) is een Amerikaanse golfprofessional. Van 1982 tot 2010 was ze actief op de LPGA Tour. Ze debuteerde in 2010 op de Legends Tour.

## Loopbaan
In de eerste twee jaren van 1980 was Rinker een golfamateur. Ze studeerde op de Universiteit van Florida waar ze van 1980 tot 1982 golfde op de golfschool van haar coach, Mimi Ryan. In 1983 studeerde ze af met een bachelordiploma in financiën.
In 1982 werd Rinker een golfprofessional en ze maakte haar debuut op de LPGA Tour. In 1984 behaalde ze haar eerste LPGA-zege door de Boston Five Classic te winnen. In 1986 behaalde ze haar tweede en laatste LPGA-zege door de LPGA Corning Classic te winnen.
In 2010 maakte Rinker haar debuut op de Legends Tour en in 2011 behaalde ze haar eerste Legends-zege door de Women's Senior National Invitational te winnen. In 2013 behaalde ze haar tweede zege door het ISPS Handa Legends Open Championship, een major van de Legends Tour, te winnen.

## Erelijst

### Amateur
- 1980 U.S. Girls' Junior
- 1982 Doherty Challenge Cup

### Professional
LPGA Tour
| Nr. | Datum        | Toernooi             | Score           | Score | Info |
| --- | ------------ | -------------------- | --------------- | ----- | ---- |
| 1   | 24 juni 1984 | Boston Five Classic  | 65-68-76-77=286 | –2    |      |
| 2   | 25 mei 1986  | LPGA Corning Classic | 72-70-70-66=278 | –10   |      |

LPGA of Japan Tour
- 1984: Bridgestone Ladies Open

Legends Tour
- 2010: Women's Senior National Invitational
- 2013: ISPS Legends Tour Open Championship (major)
- 2014: The Legends Championship
- 2015: Chico's Patty Berg Memorial

Overige
- 1985: JCPenney Classic (met broer Larry Rinker)

## Teamcompetities
Professional
- Handa Cup ( USA): 2013